# Kalwa (województwo pomorskie)
Kalwa (niem. Kalwe) – wieś w Polsce w województwie pomorskim, w powiecie sztumskim, w gminie Stary Targ przy drodze wojewódzkiej nr 515. Wieś jest siedzibą sołectwa Kalwa, w którego skład wchodzi również miejscowość Dziewięć Włók.

## Części wsi
| SIMC    | Nazwa         | Rodzaj     |
| ------- | ------------- | ---------- |
| 0157368 | Dziewięć Włók | przysiółek |

## Historia wsi i kościoła

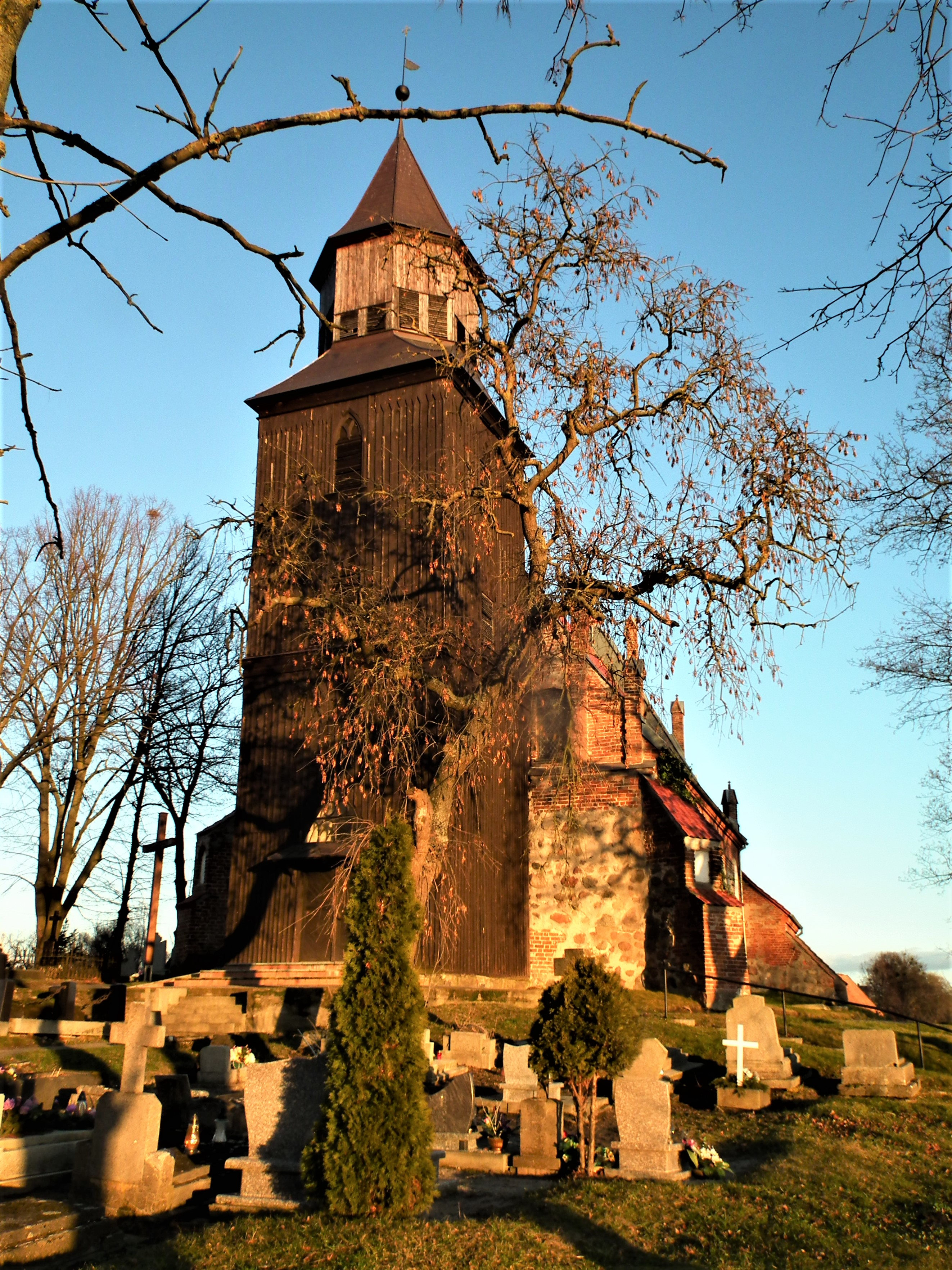
Kościół pw. św. Marii Magdaleny

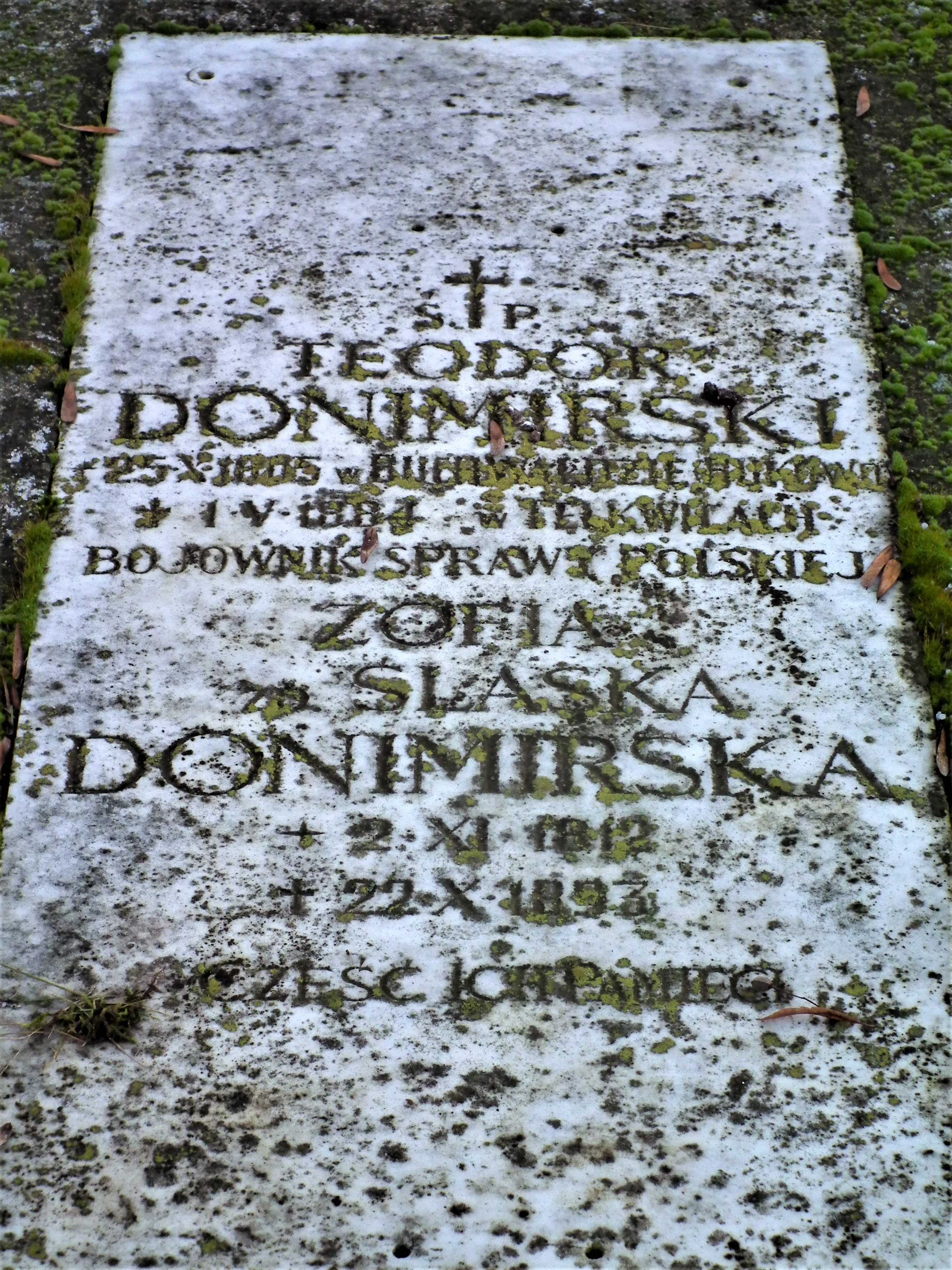
Nagrobek Teodora Donimirskiego

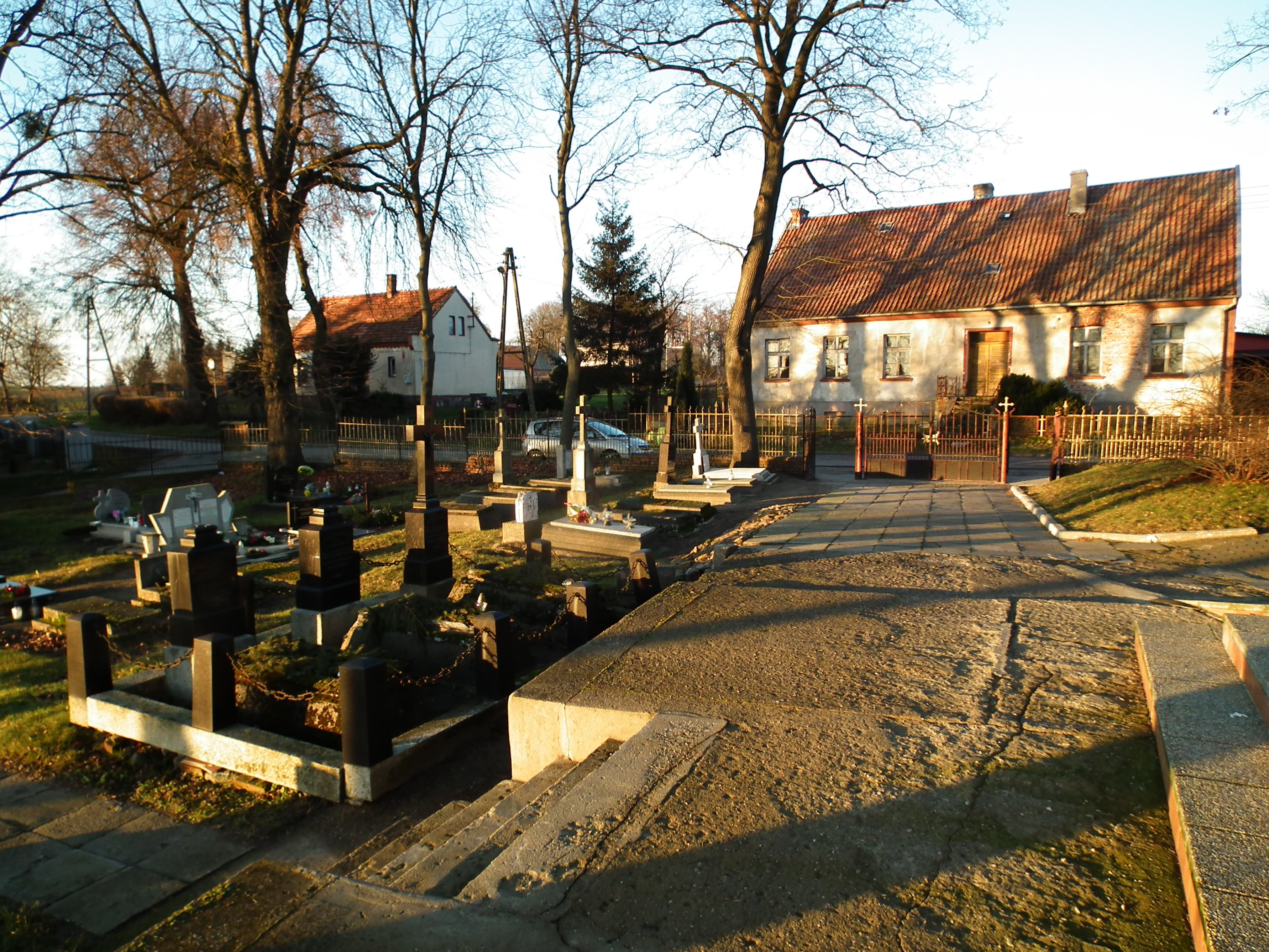
Fragment wsi z cmentarzem

Pierwszy raz wymieniono Kalwę w dokumencie z 26 lipca 1280, a parafię św. Marii Magdaleny w 1285. Przywilej lokacyjny wydał komtur malborski Henryk Wilnowe w 1297, wtedy też uposażył kościół parafialny czterema włókami. W tym czasie właścicielem wsi był Konrad von Mükenberg. Obecny kościół parafialny został zbudowany w latach 1310–1320. Obszerne prezbiterium dobudowano dopiero w 1402, a w następnym roku świątynię konsekrowano. Kościół został ograbiony w czasie wojny polsko-krzyżackiej w 1411. 
Wieś królewska położona była w I Rzeczypospolitej w województwie malborskim. W średniowieczu miejscowość nosiła nazwę Calba, w XVI wieku już die Calbe, następnie przyjęła obecną nazwę. W 1618 kościół otrzymał odpusty, które nadał nuncjusz apostolski Franciszek Diotallevius z możliwością ich uzyskania z racji Narodzenia NMP oraz święta patronalnego parafii, czyli we wspomnienie św. Marii Magdaleny. Ostatni raz kościół przebudowano pod koniec XVII wieku, a chorągiewka wietrzna kościoła informuje o 1695 roku. 
Jeszcze w 1647 mówiono o tym kościele, że miał trzy ołtarze. W drewnianej wieży były dwa dzwony, cmentarz nie miał płotu, plebanii nie było. Wizytujący parafię w 1698 podkreślił, że świątynia posiadała dach, który wymagał koniecznej naprawy. Chrzcielnica drewniana była wówczas otoczona kratkami, czyli balustradą. Trzy lata wcześniej kościół otrzymał pięciogłosowe organy. Okna świątyni były bardzo stare. Cmentarz był otoczony płotem, a drewniana wieża stojąca opodal kościoła nie miała dzwonów, ponieważ zostały wywiezione w czasie wojny szwedzkiej, natomiast w środku kościoła wisiała sygnaturka. Parafia nie posiadała szkoły, ale nauczyciel mieszkał w domu należącym do kościoła. 
Protokół powizytacyjny z 1724 dotyczący parafii w Kalwie i filii stwierdził, że kościół parafialny prezentował się korzystnie. Znajdujące się w kościele paramenty i ozdoby zostały ufundowane przez wielkoduszną Eleonorę Warszycką z domu Łosiow. Ówczesny proboszcz zadbał o budowę dwóch ołtarzy oraz zbudował ogrodzenie cmentarza. Z opisu diecezji sporządzonego w 1788 wiadomo, że wówczas kościół św. Magdaleny był murowany, a plebania drewniana w dobrym stanie. Duszpasterz opiekujący się wiernymi w filii szropskiej głosił kazania wyłącznie po polsku. W Kalwie istniał już przytułek, gdzie przebywał 1 mężczyzna i 4 kobiety. 
Na terenie parafii stał zbór wyznawców kalwińskich, przy którym mieszkał ich kaznodzieja. Budynek ten został zburzony przed 1717 rokiem. W Kalwie mieszkał kaznodzieja luterański, ale nie dysponował świątynią ewangelicką. 
W 1821 kościół katolicki otrzymał nową drewnianą wieżę. Wymieniono również wyposażenie wnętrza na rokokowe. 
Polskość Kalwy i okolicy przypominają nazwiska i napisy polskie na cmentarzu przykościelnym. Tu spoczywa także działacz społeczny, polityczny i oświatowy Powiśla – Teodor Donimirski. Pruski spis ludności z 1910 wykazał, iż w Kalwie mieszkało 336 Polaków i 124 Niemców. W 1920 podczas plebiscytu za Polską opowiedziało się mniej niż 25% mieszkańców wsi. Otwarte tu w 1920 przedszkole prowadzone przez Henrykę Gwiazdę i wspierane przez patriotyczne rodziny Szymańskich, Hofmanów, Lebków, Brandtów, Wojteckich, zostało zamknięte w kwietniu 1921 ze względu na małą liczbę dzieci. Terroryzowani rodzice przestali korzystać z usług polskiej placówki wychowawczej. 
W latach trzydziestych czynne było w Kalwie Towarzystwo Młodzieży. Według spisu ludności w 1910 mieszkało tutaj 21 protestantów i 438 katolików, a w 1932 już 6 protestantów i 80 katolików. W 1943 ewangelicy tutejsi należeli do wspólnoty w Starym Targu. 
W latach 1945–1975 miejscowość administracyjnie należała do województwa gdańskiego, a w latach 1975–1998 do województwa elbląskiego.
W latach 2007–2008 przeprowadzona była renowacja i konserwacja kościoła.

## Zabytki
Według rejestru zabytków NID na listę zabytków wpisany jest kościół parafialny pw. św. Marii Magdaleny, 1310, 1402, oraz drewniana wieża, 1821, nr rej.: A-149 z 18.01.1960.
Pierwotny układ ruralistyczny typu owalnica (z nawsiem) został zachowany. Cmentarz katolicki przy kościele pochodzi z ok. połowy XIX wieku. Zachowały się też liczne budynki z XIX i początku XX wieku.